# لوتار هوبر
لوتار هوبر (بالألمانية: Lothar Huber)‏ (5 مايو 1952 كايسرسلاوترن ألمانيا - ) هو لاعب كرة قدم ألماني يلعب كمدافع.

## روابط خارجية
- لوتار هوبر على موقع قاعدة بيانات كرة القدم.إي يو (الإنجليزية)
- لوتار هوبر على موقع بيانات كرة القدم. دي إي (الألمانية)
- لوتار هوبر على موقع عالم كرة القدم.نت (الإنجليزية)